# Trichosanthes tetragonosperma
Trichosanthes tetragonosperma là một loài thực vật có hoa trong họ Cucurbitaceae. Loài này được C.Y. Cheng & C.H. Yueh miêu tả khoa học đầu tiên năm 1974.